# Kalypso Media
Kalypso Media – niemieckie przedsiębiorstwo zajmujące się wydawnictwem gier komputerowych. Zostało ono założone w 2006 roku w Wormacji, a rok później założyło swój oddział w Wielkiej Brytanii.
Kalypso rozpoczęło swoją działalność od przejmowania praw do wydania gier produkowanych przez niemieckie studia. W 2008 roku z inicjatywy przedsiębiorstwa powstało studio Realmforge Studios, odpowiedzialne między innymi za produkcję gry przygodowej Ceville. Innym przejętym studiem jest Haemimont Games, specjalizujące się w grach ekonomicznych pokroju Tropico 3 i Tropico 4. Kalypso Media posiada również prawa do serii historycznych gier ekonomicznych Patrician i Port Royale, ze względu na przejęcie aktywów spółki Ascaron Entertainment.
Kalypso Media posiada oddziały w Niemczech, Wielkiej Brytanii i Stanach Zjednoczonych. Wydawnictwo, oprócz rozpowszechniania niemieckich gier, zajmuje się także dystrybucją cyfrową. W 2010 roku organizacja ELSPA umiejscowiła je wśród najważniejszych dystrybutorów gier możliwych do pobrania, obok Ubisoftu, nieistniejącego już THQ oraz Square Enix.